# Principauté de Jersika
 (signalé en juin 2025).
Si vous disposez d'ouvrages ou d'articles de référence ou si vous connaissez des sites web de qualité traitant du thème abordé ici, merci de compléter l'article en donnant les références utiles à sa vérifiabilité et en les liant à la section « Notes et références ».
- Archive Wikiwix
- Bing
- Cairn
- DuckDuckGo
- E. Universalis
- Gallica
- Google
- G. Books
- G. News
- G. Scholar
- Persée
- Qwant
- (zh) Baidu
- (ru) Yandex
- (wd) trouver des œuvres sur Wikidata

1190 – 1239
La principauté de Jersika est une principauté du XIe au XIIIe siècle située dans l'actuelle Lettonie. La principauté de Jersika a durant un temps été liée avec la principauté de Polotsk. La principauté disparait après la mort de son dernier souverain, Visvaldis, avant que ses territoires passent sous le contrôle de l'ordre de Livonie.

## Histoire
Jersika a été créé au Xe siècle comme avant-poste de la principauté de Polotsk, une des principautés slaves de l'Est, sur l'ancienne route commerciale des Varègues aux Grecs. Elle a été gouvernée par des princes orthodoxes de la branche Latgalian-Polotsk de la dynastie des Riourikides.
En 1209 Visvaldis, prince de Jersika de 1215 à 1222, fils de Boris II, prince de Polotsk (en) est défait  par l'évêque Albert de Riga et les chevaliers Porte-Glaive. Sa femme lituanienne est prisonnière. Il doit payer un tribut à l'évêque pour conserver une partie de ses terres en fief. La charte féodale de Visvaldis est le plus ancien document connu de Lettonie ; il perd les terres d'Autīne et Cesvaine, mais conserve Jersika, Mākoņkalns et Naujiene pour lesquelles il obtient le titre de roi de Jersika
En 1211, la partie contrôlée par Albert de Riga connue sous le nom de Lettia ("terra, quae Lettia dicitur") est divisée entre l'évêché et les chevaliers Porte-Glaive. En 1214 les Allemands saccagent le château de Jersika. Puis Conrad Uexküll, chevalier allemand épouse peu après la fille de Visvaldis. À la mort de ce dernier en 1239, son fief passe à l'ordre de Livonie. Cette captation sera contestée les années suivantes par le grand-duché de Lituanie et la république de Novgorod.